# Deveron
La Deveron (en Gaélique écossais Dubh Èireann), ancienne Dovern, est une rivière du nord-est de l'Écosse.

## Description
D'une longueur de 97 km, elle est connue pour être riche en saumons atlantiques et Salmo trutta. Dans sa partie supérieure, elle coule plus rapidement sur un fond de galets et de roches.